# Anna Muthesius
Anna Muthesius, née Anna Trippenbach le 8 décembre 1870 à Aschersleben et morte le 30 mars 1961 à Berlin, est une modéliste, styliste de mode et auteure allemande. Avec Paul Schultze-Naumburg et Henry van de Velde, Anna Muthesius a joué un rôle déterminant dans la création de modèles de vêtements féminins confortables dans le cadre du mouvement réformiste de la mode au tournant du XXe siècle.

## Biographie
En 1895 Max Koner peint son portrait sous le titre de Fräulein Trippenbach. L'année suivante, elle épouse le jeune architecte  Hermann Muthesius. Ils emménagent à Londres quand Hermann Muthesius est nommé attaché culturel à l'ambassade allemande à Londres par l'empereur Guillaume II. Ils fréquentent régulièrement le Willow Tearooms à Glasgow conçu par l’architecte Charles Rennie Mackintosh. Ainsi le couple rencontre les représentants de l’école de Glasgow, le mouvement Art nouveau écossais, dont Mackintosh est le leader.
Anna Muthesius encourage les femmes à décider d’elles-mêmes le style de leurs vêtements. Elle écrit qu'elles doivent choisir le style et les tissus de leurs vêtements en fonction de l'esthétique et qu'elles ne doivent pas suivre les préceptes de la mode.

## Publication
- 1903 : Das Eigenkleid der Frau
- 1926 : Gereimtes und Ungereimtes